# Musculman
Musculman (キン肉マン, Kinnikuman, literalment "home múscul") és un manga i anime que va aparèixer a final dels anys setanta al Japó. L'anime va ser emès a Canal 33 i a Canal 9 durant els anys noranta. Els autors del manga Yoshinori Nakai i Takashi Shimada van utilitzar el pseudònim Yudetamago (que significa Ou Dur en japonès) per publicar aquesta obra escrita en clau d'humor que parodia la lluita lliure. Glénat/EDT va publicar en català el manga en què està basat l'anime del 27 d'octubre de 2006 fins al 20 de juny de 2008.
Aquest manga i sèrie anime explica d'una forma divertida i humorística les aventures de Musculman, anomenat a l'anime i també al manga com a Musculator (de nom real Suguru Múscul) (en la versió televisiva de Canal 9 s'anomena Musculman), un estrafolari superheroi d'un altre planeta que habita la terra i que practica la lluita lliure, li agrada amb deler l'arròs amb bou (gyūdon) i per a volar utilitza la força propulsora dels pets que li confereix quan menja molt d'all. A banda va sempre amb una màscara posada i mai no mostra el seu vertader rostre. L'acompanya a totes bandes el seu fidel company Mitsú. En Musculator és l'hereu del tron del planeta Múscul, tot i que porta vivint a la Terra tota la seva vida, ja que en un viatge espacial, quan era petit, el seu pare el va confondre amb un porc i el va tirar a l'espai exterior.
Tot i que el principi el manga està basat en una paròdia de sèries com Ultraman, més endavant se centra exclusivament en la lluita lliure i la sèrie agafa un to més dramàtic. En Musculator comença sent un superheroi i la seva feina és salvar la terra dels monstres. Els seus poders provenen de menjar alls, amb aquest aliment s'engrandeix i té més força per a lluitar contra els monstres, ara bé, la utilització de tant poder provoca que la marca del front, distinció del Clan Múscul, es vagi esvaint, i pugui arribar a morir, ja que no pot viure sense aquesta marca.
Posteriorment, a causa de la nova direcció de la sèrie envers la lluita lliure, els monstres van desapareixent i es parla més de "superhomes" (Chōjin - 超人). A més, la majoria dels personatges varen ser creats pels mateixos fans, que enviaven idees i esbossos als autors, sent una de les primeres sèries interactives en tot el món. Un altre apunt és que els mateixos autors apareixen diverses vegades com a membres del públic en el manga.
L'anime original no va incloure l'última saga del manga. Entre l'octubre de 1991 i setembre de 1992, es va emetre l'anime de l'última saga Kinnikuman: Kinnikusei Ōi Sōdatsuhen (キン肉マン・キン肉星王位争奪編; Musculman: lluita pel tron del planeta Múscul), on finalment en Musculator aconsegueix heretar el tron del seu pare, després d'un torneig.
La fama de Musculman ha arribat a tot el món, i tot i que és una sèrie que fa temps que s'ha emès, encar es poden trobar objectes que en el seu dia varen fer furor, especialment les gomes d'esborrar dels personatges, però també clauers i figuretes. Actualment, encara es van editant videojocs de la sèrie.
Actualment, Yudetamago continua dibuixant Musculman, però és bastants anys més tard, manga que s'anomena Kinnikuman Nisei (Musculman Segona Generació) on el protagonista és el fill d'en Musculator, anomenat Mantarō Múscul, on també hi destaquen altres fills de membres del manga original, els fills d'en Terryman i d'en Robin de les Estrelles.
També es va crear un spin-off d'un dels personatges de Musculman, en Menja-tallarines. La sèrie s'anomenava Tatake!! Ramenman (Lluita! Menja-Tallarines) i l'acció transcorria a la Xina, país natal d'aquest personatge.

## Història de publicacions
Yoshinori Nakai i Takashi Shimada (coneguts col·lectivament com a Yudetamago), amics des del quart grau, van decidir crear una sèrie de manga a la secundària. Abans de la seva publicació regular, la sèrie (originalment una paròdia d'Ultraman) es va publicar com dos one-shots a la revista Shūkan Shōnen Jump el desembre de 1978 i març de 1979, el primer dels quals va ser finalista del Premi Akatsuka. La seva serialització va començar al número de maig de 1979, el número 22 d'aquell any, i núm.544 en total i va concloure el març de 1987. Shueisha va recopilar els seus 387 capítols en 36 tankōbon, llançant-los del 15 de febrer de 1980 al 15 d'abril de 1988.
Els primers 36 volums es van reeditar com a part de la línia de seleccions de Jump Comics en 26 volums del 19 de juliol de 1994 al 26 d'agost de 1996, com a part de la línia de luxe de Jump Comics en 18 volums aizōban del 14 de gener al 18 de novembre de 1999 i el 6 de juny de 2013 es van publicar tots 36 en format shinsōban.
Glénat/EDT va publicar en català el manga en què està basat l'anime del 27 d'octubre de 2006 fins al 20 de juny de 2008, recopilat en 18 volums.
Un one-shot, Massuru Ritānzu (マッスル・リターンズ, 'Musculman torna'), va ser publicat a Kakutō Ace el gener de 1996. Tot i el títol, la sèrie només va començar a publicar-se regularment el 28 de novembre de 2011 a Shū Play News, la versió web de Shueisha de Weekly Playboy. El 37è tankōbon es va publicar el 29 de gener de 2010 i el més recent, el 71è volum, es va publicar el 4 de juny de 2020. A partir del 5 de juliol de 2012, els volums en format de llibre electrònic van començar a publicar-se com a part de la línia Jump Comics Digital; la data de publicació del volum digital més recent coincideix amb el de l'edició impresa.
Des del reinici de la sèrie el 2011, Yudetamago ha publicat dos one-shots relacionats a les revistes de Shueisha. El 2015, es va publicar un one-shot de 43 pàgines titulat "Kinnikuman Chōjin Retsuden" a Grand Jump per desenvolupar la història dels personatges de "superhomes". Quatre anys després, la història de 47 pàgines "Sayonara, Kinnikuman!! no Maki" va aparèixer a Shūkan Shōnen Jump, que representava aquestes l'arribada dels supermenys durant la cerimònia de jubilació del personatge principal.

### Sèries derivades
La primera sèrie derivada del manga Kinnikuman va ser Tatakae!! Ramenman (闘将!!拉麺男), una sèrie centrada en Menja-Tallarines que es va publicar a Fresh Jump de 1982 a 1988. Es va recopilar en dotze volums tankōbon entre 1983 i 1989, reeditant-se posteriorment en diverses edicions al Japó. Toei Animation la va adaptar en una sèrie anime de 35 episodis, que es va emetre del 10 de gener a l'11 de setembre de 1988. El 1988, es va publicar una pel·lícula el juliol, i un videojoc a l'agost. El 21 de març de 2009, es va publicar la sèrie i la pel·lícula per vendre's conjuntament. També va tenir una sèrie derivada ella mateixa, Chōjin Dai Meikan (超人大名鑑), emesa el 1995.
Després de la publicació de diversos one-shots de Kinnikuman Nisei (キン肉マンⅡ世), més coneguda a occident pel títol anglès Ultimate Muscle: The Kinnikuman Legacy d'agost de 1997 a febrer de 1998, va començar a aparèixer regularment a Weekly Playboy des d'abril de 1998 a 2004 i va ser publicat en 29 volums tankōbon del 19 d'octubre de 1998 al 19 d'agost de 2005. Una sèrie derivada d'aquesta anomenada Ōru Chōjin Dai Shingeki (オール超人大進撃) va ser serialitzada a V Jump de maig de 2001 a març de 2007 i els seus quatre tankōbon va ser publicats del 2 d'agost de 2002 a agost de 2007. Per continuar la història d' Ultimate Muscle: The Kinnikuman Legacy Kyūkyoku no Chōjin Tag Hen (究極の超人タッグ編) va ser publicat en forma de serial de 2004 a 2011 i recopilat en 28 tankōbon del 18 de novembre de 2005 al 19 de desembre de 2011.
Una versió feminitzada de la sèrie, Kinnikuman Redī (キン肉マンレディー), va ser creada per Masashi Ogawa i iniciada com webcomic al lloc web Ultra Jump Egg el juny de 2008. Els seus primers tankōbon es van publicar el 19 de març de 2009, i el 2011 va passar al lloc web Ultra Jump. La sèrie va acabar amb la publicació dels seus 46 capítols a Ultra Jump, i la publicació del tercer tankōbon, ambdós el 19 de juny de 2013.

## Adaptacions a l'anime

### Sèries de televisió
La primera sèrie d'animació basada en Musculman va ser produïda per Toei Animation i dirigida per Yasuo Yamayoshi, Takenori Kawada i Tetsuo Imazawa. La sèrie de 137 episodis es va emetre al Japó a Nippon Television del 3 d'abril de 1983 a l'1 d'octubre de 1986. Va ser seguida per Kinnikuman: Kinniku-sei Ōi Sōdatsu-hen, dirigida per Takeshi Shirato i Atsutoshi Umezawa. Aquesta sèrie de 46 episodis va ser produïda per Toei i emesa a Nippon TV del 6 d'octubre de 1991 al 27 de setembre de 1992. La primera sèrie es va incloure en 12 DVD, publicats del 6 de desembre del 2002 al 21 de novembre del 2003, i la segona sèrie es va publicar en quatre DVDs del 5 de desembre del 2003 al 21 de març de 2004.
El 1989 es va emetre a França a TF1, el primer país fora del Japó, on va patir una forta censura. El 5 d'abril de 1991 es va començar a emetre per TV3 i el 16 de setembre del mateix any per Canal 9. La cançó de l'inici que es va utilitzar a TV3 i Canal 9 no prové de l'original japonés sino de la versió francesa, de Bernard Minet. Les imatges que l'acompanyaven no eren les de la versió japonesa ni francesa sino extretes dels episodis. El Canal 33 va ser l'únic d'emetre la sèrie completa, però també va censurar alguna imatge i algun capítol pel personatge de Brocken Jr. A la primera emissió de TV3 la sèrie es va anunciar als diaris amb el nom de Mister Muscleman, però en futures emissions ja va aparèixer-hi amb el títol de Musculman.
El 9 de gener de 2002 es va estrenar Musculman: La Nova Generació (Kinnikuman II キン肉マンⅡ世, a l'original, més conegut pel títol que va tenir als Estats Units Ultimate Muscle: The Kinnikuman Legacy); la sèrie de 51 episodis es va emetre fins al 25 de desembre d'aquell any, i es va publicar en 12 DVDs del 21 de setembre del 2002 al 8 d'agost de 2003. El 2003 es va anunciar una seqüela de 13 episodis dirigida principalment al públic no japonès; es va publicar a Fox Box a Amèrica del Nord, i del 7 d'abril al 30 de juny de 2004 al Japó. Una altra sèrie derivada de 13 episodis, Kinnikuman Second Generation: Ultimate Muscle 2, es va emetre del 4 de gener al 29 de març del 2006 al Japó. Les tres sèries van ser dirigides per Toshiaki Komura, produïdes per Toei Animation i emeses al Japó per TV Tokyo. Les dues sèries derivades es van publicar com a conjunts de dos DVD en format 24 de febrer i 23 de juny de 2006.

#### Repartiment de l'anime
| Personatge                  | Veu original      | Veu a TVC        | Veu a Canal 9      |
| --------------------------- | ----------------- | ---------------- | ------------------ |
| Musculman                   | Akira Kamiya      | Jordi Vila       | Felip Bau          |
| Mitsú                       | Minori Matsushima | Rosa Nualart     | Eva Giner          |
| Menja-tallarines            | Eiji Kanie        | Joan Pera        | (desconegut)       |
| Mari Nikaido                | Chisato Nakajima  | Carme Canet      | Júlia Sorlí        |
| Robin                       | Daisuke Gohri     | Xavier Fernández | Paco Alegre        |
| Terryman                    | Hideyuki Tanaka   | Oriol Rafel      | Ferran Català      |
| Natsuko Shono               | Hiromi Tsuru      | Isabel Muntaner  | Marina Viñals      |
| Búfal o Buffaloman          | Masaharu Satō     | Alfred Lucchetti | Salomó Sanjuan     |
| Geronimo                    | Kaneto Shiozawa   | Ivan Pera        | César Lechiguero   |
| Pedro Larrocalla / Iwao     | Masaharu Satō     | Ferran Llavina   | Francesc Fenollosa |
| Decta Cúbitus / Kinkotsuman | Issei Futamata    | Ramón Llenas     | Edu Zamanillo      |

### Pel·lícules
Set pel·lícules basades en la sèrie original de Kinnikuman es van estrenar entre 1984 i 1986. Les set es van recopilar en DVD el 21 d'abril de 2004.
Dues pel·lícules basades en Ultimate Muscle: The Kinnikuman Legacy van ser dirigits per Toshiaki Komura i estrenats el 14 de juliol de 2001 i el 20 de juliol de 2002. Les pel·lícules es van publicar en DVD el 12 de maig de 2002 i el 21 d'abril de 2003, respectivament.

## Resum de la història

### Caçadors de monstres
En la primera part de la història es veu en Musculator com un superheroi patètic on la seva funció és defensar la Terra dels Monstres. En aquest arc coneix Terryman i Mitsu i descobreix que és el príncep del Planeta Múscul.

### 20è Jocs Olímpics per a Superherois
En Musculator participa en aquests jocs a causa del fet que el representant japonès fins aleshores, l'Ultraman, no hi vol participar. L'heroi supera un bon nombre de proves (pedra, paper, tisores - aixecament de monstres - carrera a l'espai - battle royal) i s'enfronta contra altres superherois en les últimes fases del torneig: En Curry Cook, en Menja-tallarines i finalment, el vigent campió, en Robin de les Estrelles a qui l'aconsegueix derrotar després de fer veure que s'havia mort. Durant el combat contra en Menjata-llarines, en Musculator està a punt de ser disparat per en Decta Cúbitus, però en Terryman el salva rebent un tret a la cama, que posteriorment el farà perdre contra en Robin a les semifinals, i mesos més tard, li hauran d'amputar (Aquest detall a l'anime el passen per alt). A més d'en Robin i en Menja-tallarines, apareixen altres superherois que tindran papers petits però continus a la sèrie, com en Canadenc i l'Specialman.
Combats Importants
- Musculator contra Menja-tallarines: Combat sobre un ring glaçat que en Menja-tallarines té controlat però comet un error i el protagonista se n'aprofita per guanyar.
- Terryman contra Skyman: Combat que se li posa en contra a en Terryman, però gràcies als ànims de l'Specialman aconsegueix donar-li la volta al combat i guanyar.
- Terryman contra Robin de les Estrelles: A causa de la ferida provocada per en Decta Cúbitus, en Terryman lluita d'una manera molt violenta i antireglamentària. Al final emperò, el mal que li fa la ferida li impedeix fer la clau decisiva i en Robin ho aprofita per guanyar. Al final, tot el món s'assabenta que en Terryman estava ferit i se'n compadeixen.
- Robin de les Estrelles contra Musculator: Combat molt intens entre els dos finalistes, però finalment, en Robin se n'afarta i ensenya la seva autèntica personalitat despietada i aconsegueix atrapar a l'heroi nipó amb el Pont de la Torre. Quan sembla que en Musculator és mort i que en Robin és el guanyador, el japonès reacciona i el guanya amb una Presa Giratòria Mexicana.

### Gira pels Estats Units
Després d'aconseguir el cinturó, ha de defensar-lo per tot el món. Posteriorment s'assabenta de l'existència de dos altres associacions de Superherois i per decidir quina associació és més poderosa, s'organitza un torneig de dobles entre l'Associació Mundial de Superhomes (la d'en Musculator), el Consell Mundial de Superhomes i la Federació Mundial de Superhomes.

### Caçadors de Monstres II
En Musculator decideix tornar al planeta Múscul i coneix la Ronyona, que més endavant serà la seva xicota. Posteriorment, en Musculator decideix ajudar a un noi anomenat Beansman a defensar el seu planeta, Racca, de la invasió de monstres que està patint. Va ser adaptat a l'anime en un especial de televisió i en la segona pel·lícula del personatge.

### 21è Jocs Olímpics per a Superherois
En el manga i anime Musculman, se celebren uns altres Jocs Olímpics per a trobar un nou campió després de la desqüalificació d'en Musculator. Des d'un bon començament té una rivalitat un altre superheroi japonès, en Westerman. Aquí en Musculator superarà dures proves (el garbell del terror - nadar en la piscina de benzina - empènyer el tren bala (aquí en Terryman és eliminat per aturar el tren per salvar un gosset) - cursa en patins) fins a arribar a la fase final dels jocs olímpics. Derrotarà a en King Cobra, en Benkiman i en Westerman per lluitar la final contra en Warsman, que derrota a en Menja-tallarines a les semifinals, deixant-lo tant ferit que es converteix en un vegetal. A la final, el representant d'en Warsman, en Barracuda resulta ser en Robin de les Estrelles, que és un cúmul d'odi contra en Musculator i per això li ha ensenyat al seu alumne Warsman tot el que sabia. Després d'una àrdua lluita, en Musculator venç i torna a guanyar el cinturó.
És durant aquests jocs olímpics quan en Blockman Jr. pot lluitar finalment contra en Menja-tallarines, però és derrotat pel xinès.
Combats Importants
- Musculator Vs King Cobra: Combat inicialment dominat per en Musculator, que se li posa en contra quan en King Cobra utilitza la seva tècnica immovilitzadora de cera que provoca que en Musculator no es pugui moure. Però un home-run del partit de beisbol (els combats es realitzen en un lateral d'un estadi de beisbol) fereix en King Cobra. Aleshores, en Musculator se n'aprofita i frega el cap de cera del seu rival contra les cordes fins que s'encén.
- Warsman Vs Pentàgon: Al principi es veu un combat molt emocionant i igualat, pero a poc a poc, en Pentàgon va dominant al seu rival. Després de fer-li el seu Atac Volador, en Pentàgon salta pels aires per fer el cop definitiu. Emperò, en Warsman reacciona, li salta al damunt i li arrenca una de les ales, per finalment, utilitzar les Urpes d'Ós i deixar sentenciat el combat.
- Menjatallarines Vs Blockman Jr.: El combat se celebra en un ring de formigó, i és en Blockman Jr. qui ataca al seu rival sense contemplació, desitjant venjar la mort del seu pare a mans de l'heroi xinès. Després de rebre totes les tècniques mortals d'en Blockman Jr., en Menja-tallarines, que es volia deixar matar, decideix que ja n'hi ha prou i enganxa al seu rival amb un Romero Special per endur-se la victòria. (a l'anime, utilitza la tècnica de la Gran Muralla de la Xina).
- Musculator Vs Benkiman: Als quarts de final, en Musculator s'ha d'enfrontar contra un rival amb forma d'urinari. Espantat per caure dins l'urinari, en Musculator comença a córrer pel ring, amb en Benkiman perseguint-lo. en un moment de debilitat d'en Benkiman, en Musculator reacciona, però cau al parany del seu rival, que se l'empassa dins l'urinari. quan sembla que en Benkiman és el guanyador, en Musculator aconsegueix sortir-ne, ja que havia embussat l'escusat amb els calçotets, i això deixa en Benkiman K.O.
- Warsman Vs Menja-tallarines: Combat en les semifinals entre els dos superhones més cruels de la Terra. L'objectiu és ficar al rival dins d'un taüt per guanyar. Tot i que sembla que en Warsman ho té molt fàcil per guanyar (en Menja-tallarines queda molt ferit en el combat contra en Blockman Jr.) és el xinès qui pren l'avantatge. però és molt efímera, ja que en Warsman reacciona i comença a dominar el combat, ja que coneix totes les tècniques d'en Menja-tallarines. Tot i l'esperit de lluita del xinès, al final el soviètic, en Warsman, utilitza el Tornavís de les Urpes d'Ós per aconseguir finalment la victòria. És en aquest combat quan apareix el representant d'en Warsman, en Barracuda, i quan en Menja-tallarines queda en estat vegetatiu.
- Musculator Vs Westerman: L'altre combat de les semifinals és un combat de sumo entre els dos representants japonesos, en Musculator i en Westerman. Després d'un combat molt apassionant i igualat, en Musculator aconsegueix fer-li un suplex al seu rival i l'envia fora el Dohyô.
- Musculator Vs Warsman: S'estableix un combat a mort a treure màscares. Poc abans de començar el combat, en Barracuda mostra la seva auntèntica identitat... és en Robin!! Les ganes de venjança han provocat que eduqui a un deixeble perquè aconsegueixi matar en Musculator. Al començament del combat en Musculator pren la iniciativa i endevina tots els atacs d'en Warsman, ja que són idèntics als d'en Robin. Després en Warsman domina a en Musculator i li intenta treure la mascara. Quan l'heroi nipó està a punt de ser derrotat, una veu coneguda l'aconsella. Posteriorment en Warsman deixa d'obeir les ordres d'en Robin i enganxa a en Musculator amb la seva tècnica més temible, el Pallo Special. Quan finalment en Musculator no té sortida possible, el cos d'en Warsman comença a fumejar. El seu ordinador està programat per a derrotar els seus rivals en 30 minuts, si sobrepassa aquest temps, l'ordinador falla. Aleshores en Musculator utilitza el Múscul Buster per a guanyar el combat i aconseguir el cinturó un altre cop. (l'anime el derrota amb un Romero Special.)

### Els Set Superhomes de l'Apocalipsi
Just després de la 2a victòria d'en Musculator apareixen 7 individus que reclamen que ningú no pot portar el cinturó de campió sense haver-los vençut abans. S'anomenen els 7 Superherois de l'Apocalipsi, i la seva forma de guanyar els combats és eliminant els seus adversaris, i per això volen obligar a en Musculator a lluitar contra ells. En Warsman s'hi enfronta, però és derrotat de seguida d'una manera aclaparadora. Això provoca que en Musculator vulgui entregar el cinturó sense lluitar, però el líder dels Superhomes de l'Apocalipsi, en Búfal ataca en Mitsú i el parteix en 7 parts. Si en Musculator vol que el seu fidel amic torni a viure, ha de derrotar els 7 Superhomes de l'Apocalipsi en 10 dies.
Després d'aconseguir derrotar a 2 dels 7 Superhomes de l'Apocalipsi, l'Estèreo i en Forat Negre, en Musculator queda molt ferit. Aleshores els seus amics, en Terryman, en Robin de les Estrelles, en Westerman, en Warsman i en Blockman Jr., l'ajuden i decideixen arriscar la vida contra els Superhomes de l'Apocalipsi per intentar recuperar les parts del cos d'en Mitsú. Però les coses no van tan bé com volien els Superherois Justiciers, ja que en Warsman, en Westerman i en Robin són morts per en Búfal, en Llagosta i l'Atlantis respectivament. Només en Terryman, que derrota en Muntanya Fortai en Blockman Jr. que derrota a en Kamen (tot i que l'ajuda un superheroi desconegut) guanyen els seus combats. Posteriorment, en Musculator derrota a l'Altantis, però acaba molt ferit. Aleshores, un superheroi desconegut ataca a en Musculator perquè es pugui recuperar de les ferides. Al final, en Musculator té un dia per a derrotar a en Búfal i a en Llagosta, però el superheroi desconegut torna a aparèixer i es presenta com a Mongol (que resulta ser en Menja-tallarines, però mentre en el manga es descobreix tot just acabar el combat contra en Llagosta, en l'anime no es descobreix fins força més tard) i ajuda al protagonista derrotant a en Llagosta. Finalment, en Musculator lluita ferotgement contra en Búfal fins que el derrota i en Mitsú torna a la vida.
Combats Importants
- Musculator Vs Estèreo: El primer rival d'en Musculator per a recuperar una de les parts del cos d'en Mitsú. El combat es fa en un ring davant la Torre de Tòquio. l'Estèreo intenta de bon començament col·locar els seus peus/auriculars al cap d'en Musculator per fer-li escoltar la seva Melodia Infernal, que va utilitzar per derrotar a en Warsman, però en Musculator se'n va escapant. Aleshores, l'Estèreo utilitza la Recopilació de Superherois (adopta la forma de lluitar dels altres superherois) i ataca a en Musculator utilitzant tècniques d'altres superherois. Finalment, i per acabar el combat, l'Estèreo utilitza la Melodia Infernal. Quan sembla que en Musculator és mort, aquest es posa a riure (l'Estèreo sintonitza les emissores de ràdio i justament en aquell moment, quan semblava que en Musculator estava mort, es comença a emetre un programa còmic) i li aplica un Múscul Buster per a guanyar el combat i recuperar la primera part del cos d'en Mitsú.
- Musculator Vs Forat Negre: Quan tot indica que en Musculator no apareixerà, surt al ring completament curat de totes les ferides. Emperò, en Forat Negre li clava un reguitzell de cops, ja que no creu que sigui en Musculator. Finalment, els Superhomes de l'Apocalipsi li arrenquen la màscara i apareix en Terryman. Quan aquest està a punt de morir apareix el veritable Musculator. Des d'un bon començament, en Forat Negre utilitza el seu poder de la quarta dimensió per moure's entre les ombres, fins que en Musculator aconsegueix eliminar capacitat del seu rival amb el Sun Muscle. Aleshores en Forat Negre ensenya la seva veritable capacitat destructiva i xucla a en Musculator pel forat de la seva cara i l'envïa a la quarta dimensió. Quan finalment sembla tot perdut, en Musculator veu una esquerda a la quarta dimensió i utilitza la tècnica del forat blanc, i aconsegueix sortir de l'infern d'en Forat Negre i liquidant-lo amb el cop de colze Múscul.

Emperò, aquest combat, en Musculator ha esgotat totes les forces i queda amb molt mal estat. Aleshores, els seus amics decideixen lluitar per en Musculator contra els Superhomes de l'Apocalipsi.
- Westerman Vs Llagosta: El combat es realitza en un ring de sorra. al principi, en Westerman utilitza la seva tècnica Cops de Palmes contra en Llagosta, però com que aquest és una molla no li fa cap efecte. Posteriorment, en Westerman tira tantes vegades el seu rival contra el terra fins que aquest s'endureix i en Llagosta utilitza el Devil Tomboy per matar en Westerman.

Superherois Justiciers 0-1 Superhomes de l'Apocalipsi
- Robin de les Estrelles Vs Atlantis: El combat se celebra en un ring sobre un llac. El combat comença amb un Robin molt fort que domina completament el seu rival. Aleshores l'Atlantis es capbussa a l'aigua per atreure a en Robin al seu terreny. Aquest no s'immuta i torna a portar al seu rival a la lona, on li aplica la seva clau més famosa, el Pont dels Sospirs i les Llàgrimes. L'Atlantis llença la cama d'en Mitsú a l'aigua com a últim recurs, i en Robin desfà la clau i es llença a l'aigua a recuperar la cama. Aleshores, l'Atlantis és llença a l'aigua i l'ataca per darrere amb un Atlantis Driver, acabant amb la vida d'en Robin.

Superherois Justiciers 0-2 Superherois de l'Apocalipsi
- Blockman Jr. Vs Kamen: El combat se celebra en un ring piràmide. Apareix el cap d'en Kamen, que li clava els seus ullals a l'espatlla d'en Blockman Jr. Aquest, veient que no se'n pot escapar, se sacrifica l'espatlla i li clava al seu rival la seva famosa Pluja Vermella sobre Berlín, que provoca que en Kamen mostri tot el seu cos. Aleshores, aquest immobilitza a en Blockman Jr. amb la seva mirada i el momifica. Quan en Kamen li està a punt de xuclar-li el cos, l'alemany se n'escapa. Emperò, en Kamen torna a utilitzar aquesta tècnica i aquest cop en Blockman Jr. no se'n pot escapar. Quan sembla que en Kamen és el vencedor, apareix un misteriós superhome que el salva. Aleshores, enfosqueix tota la piràmide amb fum perquè no es pugui veure des de fora, i és aquest misteriós superhome que lluita contra en Kamen i el guanya amb un Lariat de Cama. Després del combat en Blockman Jr. es desperta i es troba en Kamen mort.

Superhomes Justiciers 1-2 Superhomes de l'Apocalipsi
- Warsman Vs Búfal: Des d'un bon començament en Warsman ataca a en Búfal, però no té gens d'èxit. La raó és l'enorme fortalesa superheròica del seu rival espanyol, que és de 10.000.000 de poder, així totes les tècniques d'en Warsman són desballestades ràpidament. Tot i rebre impactes molt poderosos d'en Búfal, en Warsman aconsegueix utilitzar la Força Bruta en el Moment Decisiu, tècnica exlusiva d'en Musculator, i fer-li a en Búfal un Doble Tornavís d'Urpes d'Ós, però només aconsegueix trencar-li una banya. Després d'aquest atac, el cos d'en Warsman comença a fumejar degut al sobreesforç que ha hagut de fer, i en Búfal el liquida amb un seguit de Batedores Huracanades.

Superherois Justiciers 1-3 Superherois de l'Apocalipsi
- Terryman Vs Muntanya Forta: Combat en un ring enmig d'unes muntanyes. Des d'un bon començament, en Muntanya Forta domina amb facilitat a en Terryman, però quan en Muntanya Forta insulta l'amistat amb en Musculator, en Terryman es posa rabiós i colpeja amb molta brutalitat al seu rival. Però en un error del texà, en Muntanya Forta li clava una caiguda rocosa, però en Terryman resisteix i el guanya amb un rebenta-cervells. Però tants sotracs provoquen que les cordes que sostenen el ring es trenquin i s'enfonsi al barranc. En Muntanya Forta, derrotat, impedeix que en Terryman s'escapi i cauen els dos junts.

Superhomes Justiciers 2-3 Superhomes de l'Apocalipsi
- Musculator Vs Atlantis: Combat en un ring sobre un llac.Després de recuperar-se de les ferides, en Musculator s'ha d'enfrontar contra l'Atlantis, l'assassí d'en Robin de les Estrelles. De bon començament, en Musculator domina amb facilitat el combat, però de tant en tant, es queda parat i només es dedica a encaixar cops del seu rival. Això és a causa de la Presó de Sang. Aquesta tècnica és simplement que la sang dels superhomes de l'Apocalipsi morts queda enganxada al cos d'en Musculator i les animes d'aquests superherois paralitzen a l'heroi nipó. Aleshores apareix el misteriós superheroi que va salvar a en Blockman Jr. i explica a l'alemany i a en Terryman que hi ha una manera d'eliminar aquestes ànimes i tots 3 es fiquen per una finestra especial i es tornen esperits per a combatre els esperits dels superhomes diabòlics morts. Aleshores en Musculator ja pot tornar a lluitar normalment. Però l'Atlantis utilitza la seva tècnica més terrible, l'Erupció del Saint Helens i provoca que li brolli a l'heroi japonès un raig de sang enorme pel cap. Però en Musculator aconsegueix desfer-se'n i agafar al seu rival amb la tècnica preferida d'en Robin, el Pont dels Sospirs i les Llàgrimes, però és quan l'Atlantis utilitza la mateixa tàctica que utilitzà contra en Robin i llança la cama d'en Mitsú al mar. Aleshores, en Musculator salta a buscar-la i quan ja la té a l'abast, la cama li indica que l'Atlantis el vol atacar a traïció. Aleshores en Musculator es gira i s'emporta al seu rival de nou al ring, on davant la insistència d'en Búfal li clava al seu oponent el Múscul Buster per endur-se la victòria.
- Mongol Vs Llagosta: Des d'un bon començament, en Mongol domina el combat però els seus atacs són molt fluixos. Això provoca que en Musculator s'emprenyi i es baralli amb ell. Però en Mongol li demostra realment que és un superhome justicier. Posteriorment, en Llagosta atrapa a en Mongol amb un devil tomboy, però en Mongol se'n desfà amb facilitat. Aleshores utilitza una tècnica que provoca que el cos d'en Llagosta es rovelli i així el pugui atacar més bé. Quan resten pocs segons perquè el rellotge electrificat arribi al punt on està el braç esquerre d'en Mitsú, en Mongol utilitza el Lariat de Cama i envia al seu rival al rellotge, fent que s'electrocuti i així en Musculator pugui recuperar el braç del seu fidel amic.
- Musculator Vs Búfal: El combat contra el líder dels Superhomes de l'Apocalipsi és molt dur per en Musculator que es veu superat en tot moment per la força creixent d'en Búfal. Durant el combat en Búfal va augmentant la seva energia gràcies al pacte amb Satanàs, simbolitzat en les seves ferides a la pell. Finalment, canalitza tota l'energia a la banya, amb la qual ataca en Musculator i amb que li fa tastar les mil ferides al propi cos. Finalment, la força extraordinària que aconsegueix en Musculator gràcies als ànims dels seus companys entendreix en Búfal, que perd a l'últim segon, i es retira amb el desig de convertir-se ell també en un Superheroi de la Justícia.

### La Màscara d'Or
Les màscares de plata i d'or són el símbol de la pau per a la tribu Kinniku. Quan aparentment es roba la màscara daurada, tots els superherois perden les forces i en Musculator és desafiat per un grup d'enmascarats anomenats els sis Malignes del Diable dirigits pel misteriós "Akuma Shogun". En Musculator lluita amb dos dels oponents i aconsegueix guanyar-los amb el sacrifici del seu amic Warsman. Alguns dels superherois recuperats (Terryman, Robin, Blockman Jr. i un nou heroi anomenat Gerónimo) s'uneixen a en Musculator per perseguir els 4 Malignes restants i entren dins el cos d'en Warsman per mirar de reanimar-lo. Dins d'en Warsman té lloc una sèrie de combats en una torre de rings, mentre en Muculator intenta escalar fins al cinqué ring i reanimar el cor d'en Warsman. Els Malignes van sent derrotats un a un però finalment apareix el líder dels Cavallers Malignes: Akuma Shogun (El Monstre del Mal), que és la veritable Màscara d'Or. El Monstre deixa els herois atrapats dins el cos d'en Warsman i escapa amb el Caçador, però els herois aconsegueixen sortir a través de les llàgrimes d'en Warsman. El Monstre del Mal reviu en Búfal i el Caçador s'enfronta amb en Musculator i perd. Finalment, en Búfal es rebel·la i aconsegueix frenar el Monstre dle Mal mentre en Musculator entrena una nova técnica per derrotar-lo. En Musculator i el Monstre del Mal s'enfronten en un combat final.
Combats Importants
- Musculator Vs Sanigator: El primer dels rivals misteriosos és un superheroi en forma de cocodril que té la facultat de canviar de pell, transformant-se en diferents rèptils monstruosos (tortuga, camaleó, llangardaix...) i finalment, després de fer un crisol en forma de sabatilla, en la seva veritable forma: una urpa de dinosaure. En Musculator l'aconsegueix guanyar però és enverinat i mor. En Westerman es sacrifica i ofereix la seva vida a canvi de la d'en Musculator.
- Musculator Vs Planeta: Al parc d'atraccions en Musculator troba el seu segon rival: en Planeta, un superheroi format de planetes. En Planeta executa una sèrie d'atacs amb els seus anells i planetes gelats i finalment revela que la seva verdadera cara és el planeta Vulcà. El mapa de La Terra apareix sobre el cos d'en Musculator i en Planeta colpeja els diferents països, debilitant encara més als superherois autòctons de cada país que es troben en bombolles de protecció, fins que només queda el Japó. En Musculator contrataca i en Planeta executa la seva técnica més horrible: les cares planeta, fent aparèixer les cares dels amics i la família d'en Sugurú a cada una de les seves esferes. Si són colpejades els seus amics patiràn els danys. La cara d'en Warsman, que es troba sobre el cor d'en Planeta, demana a en Musculator que l'ataqui sense miraments, i en Musculator ho fa a contracor, aconseguint desactivar la tècnica i finalment derrotant en Planeta, però deixant al seu amic en estat de coma.
- Robin de les Estrelles Vs Gladiador: Dins del cos d'en Warsman en Robin de les Estrelles s'enfronta al primer ring amb el Gladiador, un superheroi fort i brutal amb dos blocs amb punxes per mans. Gràcies a l'ús amb astúcia de la seva armadura en Robin aconsegueix escapar de les embestides del Gladiador que acaba utilitzant unes punxes al pit però deixant descobert el seu darrera i quedant clavat al ring, sent finalment víctima d'un atac d'en Robin.
- Blockman Jr. Vs Ninja: Al quart ring en Blockman s'enfronta al Ninja. El seu oponent té una gran varietat de tècniques especials que posen contra les cordes l'heroi alemany. Després d'inundar i incediar el ring, separar-se en diferents parts del cos o crear un forat abismal al mig del ring, en Blockman aconsegueix llençar en Ninja pel forat, caient amb ell. Durant la caiguda en Ninja es disfressa de Blockman i cauen junts. En Robin, que es troba al primer ring acabat el seu combat, veu caure els dos Blockamns i decideix salvar-ne un. L'altre Blockman cau sobre les punxes del Gladiador, i mor. Es revela que el Blockman que ha mort era el fals Ninja disfressat.
- Terryman Vs Caçador: Al tercer ring en Terryman s'enfronta amb el Caçador, un maligne superheroi de 6 braços que roba els braços d'altres superherois. Durant el combat fa gala dels braços d'en Muntanya Forta, en Forat Negre o l'Atlantis. Amb l'ajut d'en Musculator en Terryman obté certa avantage però el Caçador roba els dos braços d'en Terryman, deixant-lo incapacitat. Fent gala d'una gran força de voluntat en Terryman continua lluitant amb els peus i es llança amb el Caçador contra la unitat de control central d'en Warsman, amb l'objectiu de reactivar-la, però la unitat comença a fallar. Només un altre cop igual, aconseguirà frenar el col·lapse d'en Warsman. Quan tot sembla perdut, en Terryman demana a l'esperit d'en Búfal que li deixi els seus braços, i ajudat per les destrals d'en Gerónimo, aconsegueix agafar el Caçador i llençar-se de nou contra la unitat central, donant-li un segon cop i estabilitzant-la. Com que tots dos són fora del ring, el resultat del combat es considera un empat.
- Gerónimo Vs Raig de Sol: En Gerónimo afronta el seu combat al segon ring contra en Raig de Sol, un superheroi d'aspecte megalític, format de sorra. En Gerónimo es veu molt pressionat pel seu rival, que és superior i es pot regenerar, i pel fet que ell no és un superheroi de naixement, sinó un humà, però combat amb un gran esperit tot i les ferides internes que la lluita li causa. En Raig de Sol acaba empresonant en Gerónimo dins el seu cos en la técnica anomenada Presó de Sorra i atacant-lo amb diverses formes. Durant les múltiples transformacions en Gerónimo s'adona dels punts febles d'en Raig de Sol: la clau central del seu pit i la seva intolerància als sons aguts, i amb un gran Crit de Guerra Apatxe aconsegueix vènce'l, esgotant totes les forces en aquest últim crit.
- Musculator Vs Caçador: Ja fora del cos d'en Warsman, el Caçador s'enfronta a en Musculator en un ring de gel. Els seus 6 braços posen en perill en Musculator, que aconsegueix trobar el punt feble de la presa del Caçador i girar la situació per derrotar-lo. Amb la derrota del Caçador i el càstig del Monstre del Mal,en Terryman recupera els seus braços.
- Búfal Vs Akuma Shogun: Un reviscut Búfal es rebel·la contra les forces malignes que l'han dominat sempre i enfronta al Monstre del Mal per permetre a en Musculator poder-se anar a entrenar una nova tècnica.
- Musculator Vs Akuma Shogun: El combat entre el Monstre del Mal (la Màscara d'Or) i en Musculator (que representa la Màscara de Plata) és arbitrat per en Mongol, i té lloc en un ring a l'estadi. En Musculator resisteix de forma admirable tots els atacs i el Monstre del Mal es veu obligat a endurir la seva armadura de diamant i a treure dues espases. El Monstre del Mal transforma el ring en diamant i fa que els superherois que quedaven dins les bombolles de protecció l'hagin d'aguantar a força de braços, cosa que fa que cada cop que el combat impacta a la superfície del ring els superherois hagin de fer un gran esforç. Finalment, la Màscara d'Or reconeix la força de la justícia i el valor de l'amistat i rebutja l'armadura del Monstre del Mal que es trenca en troços però els 6 Malignes reviuen i declaren que el Monstre del Mal no té un cos físic i per tant, no pot ser vençut. En Búfal, que havia tornat a la vida, es posa el casc del Monstre del Mal, convertint-se en el seu cos i permetent a en Musculator vènce'l.

### El Torneig de Dobles de Somni
Els vestigis dels Maligenes del Diable (Ashura i Sunshine) roben el poder de l'amistat mentre que s'anuncia un torneig de dobles per decidir l'equip més gran del món. Després de ser abandonats pels seus amics un a un, Musculator i Musculator el Gran (en realitat el príncep Kamehame i, més tard, Terryman disfressats), formen els Germans Múscul i lluiten per recuperar el poder de l'amistat.

### La Disputa pel Tron del Planeta Múscul
Després que Musculman va aconseguir títols tan gloriosos com el campió olímpic de Chojin 2 vegades i guanyar el Torneig de dobles, el seu pare el Rei Múscul decideix que el seu fill Suguru el succeeixi al tron. Temint el poder de Musculman, els cinc déus de superhomes malvats seleccionen cinc candidats per desafiar a Suguru pel títol. Per demostrar que és hereu legítim del tron, Musculman i els seus amics es plantegen al repte.